# Beata Sadowska
Beata Sadowska (ur. 22 czerwca 1974 w Warszawie) – polska dziennikarka, prezenterka telewizyjna i radiowa.

## Życiorys

### Edukacja
Absolwentka II Liceum Ogólnokształcącego im. Stefana Batorego w Warszawie (matura 1993). Ukończyła politykę społeczną na Uniwersytecie Warszawskim, dziennikarstwo w Warsaw Journalism Center oraz kursy dziennikarskie w Agencji Reutera i Voice of America.

### Kariera
Pracę w mediach rozpoczęła w 1993 roku w Radiu Kolor, następnie była reporterką polityczną w Radio Zet i szefową wydawców działu informacji w TV Wisła. Przez dwa i pół roku mieszkała w Londynie, skąd prowadziła listę przebojów Pepsi Chart dla TVN. W latach 2004–2006 w TVN Style prowadziła programy: Miasto kobiet i Pałac Kultury. W latach 2002–2004 pracowała w MTV Polska i MTV Classic, gdzie m.in. z Marcinem Prokopem prowadziła program MTV Select w MTV Polska. W 2002 roku, wraz z Wiesławem Kotem prowadziła w Polsacie ostatnie odcinki talk-show Na każdy temat.

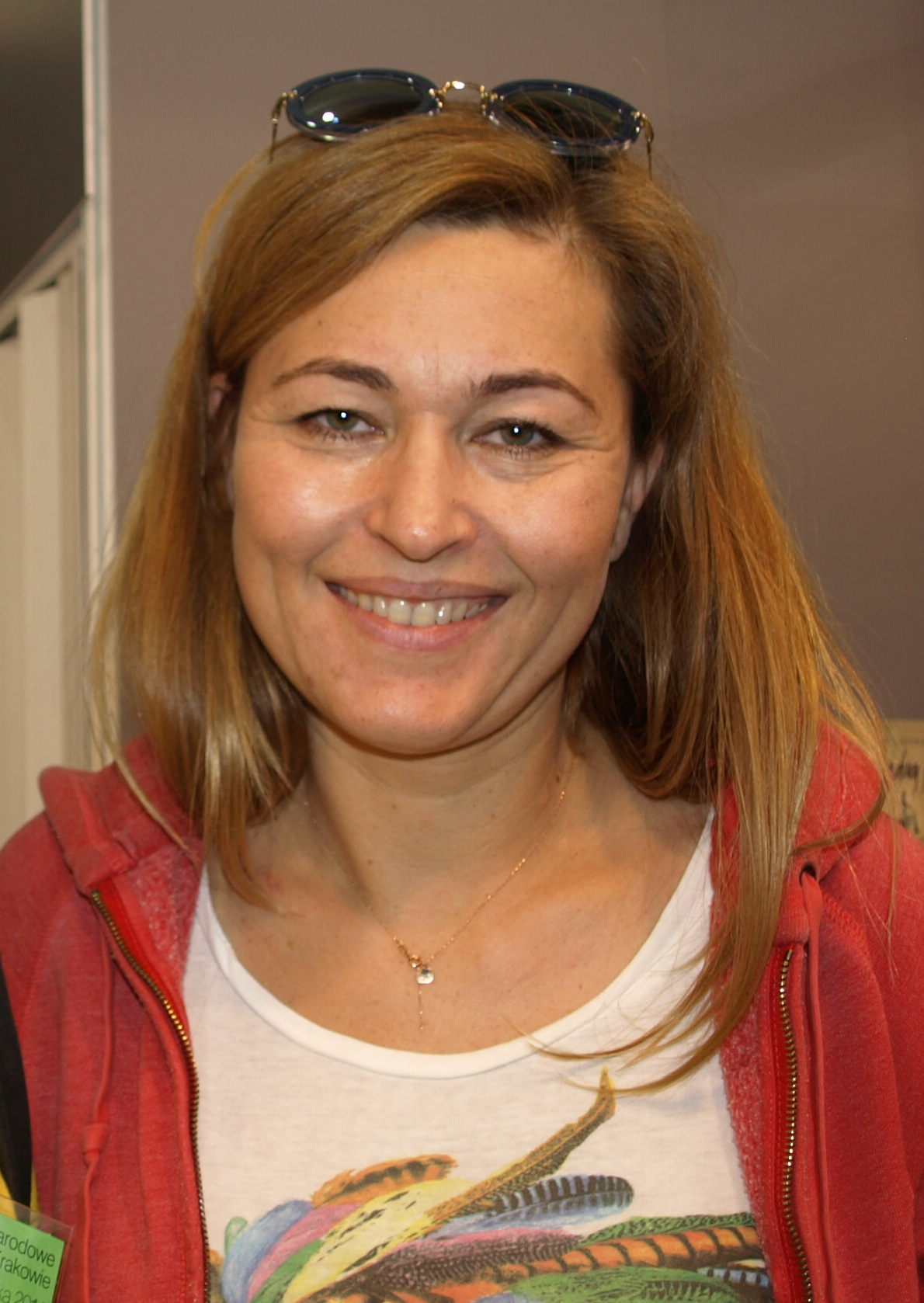
Sadowska (2014)

W latach 2006–2012 pracowała w TVP2, dla której prowadziła wiele programów, m.in.: Ona i On – wojna płci, Supertalent, Hit Generator i Pytanie na śniadanie, a także – transmitowane w telewizji publicznej – wakacyjne trasy koncertowe Hity Na Czasie i Sopot Hit Festiwal. W 2007 uczestniczyła w pierwszej edycji programu Gwiazdy tańczą na lodzie, a także zdobyła tytuły: najlepiej ubranej kobiety roku w rankingu sporządzonym przez „Newsweeka” i najlepiej ubranej kobiety mediów na gali rozdania nagród Oskar Fashion 2007. W 2010 reklamowała markę Toyota Prius, a w związku z udziałem w kampanii reklamowej Komisja Etyki TVP S.A. stwierdziła, że Sadowska naruszyła zasady etyki dziennikarskiej w TVP w zakresie konfliktu interesów oraz reklamy i kryptoreklamy.
W październiku 2012 została gospodynią audycji W biegu i na wybiegu na antenie Radia Zet Chilli. W listopadzie 2012 zaczęła prowadzić program Zoom na miasto w Polsat Café, we wrześniu 2014 została gospodynią talk-show Prywatna historia kina w Stopklatka TV. Od września 2014 do czerwca 2016 była gospodynią programu Aktywnie bardzo w Radiu Zet. W październiku 2015 zaczęła prowadzić program Gwiazdy na tacy w TVN Meteo Active. Współpracowała z dwutygodnikiem „Viva!”, w którym publikowane były jej wywiady z m.in. Jennifer Lopez i Nickiem Cave’em. W 2009 zagrała dziennikarkę telewizyjną w serialu TVP2 Barwy szczęścia. Od kwietnia 2013 jest ambasadorką marki Zingtravel.pl. W 2015 wystąpiła w reklamie płatków śniadaniowych Nestlé Cheerios Oats.

### Życie prywatne
Jest związana z prawnikiem Pawłem Kunachowiczem, z którym ma synów: Kosmę i Tytusa.